# Bastion Range
Bastion Range är ett berg i Kanada.   Det ligger i provinsen British Columbia, i den sydvästra delen av landet, 3 500 km väster om huvudstaden Ottawa. Toppen på Bastion Range är 1 485 meter över havet.
Terrängen runt Bastion Range är huvudsakligen bergig, men den allra närmaste omgivningen är kuperad. Trakten runt Bastion Range är nära nog obefolkad, med mindre än två invånare per kvadratkilometer.. Det finns inga samhällen i närheten. 
I omgivningarna runt Bastion Range växer i huvudsak barrskog.